# Fran Sérgio
Fran Sérgio de Oliveira Santos (Nilópolis, 29 de julho de 1971) é um arquiteto e carnavalesco brasileiro. Está entre os maiores vencedores do carnaval carioca, tendo conquistado oito campeonatos integrando a comissão de carnaval da escola de samba Beija-Flor. Em outras seis ocasiões conquistou o vice-campeonato. Também tem passagens pelo carnaval de São Paulo.

## Biografia
Filho de uma mineira e de um português, Fran Sérgio foi criado no bairro de Cabuís, em Nilópolis. Desde pequeno mantinha contato com o carnaval. Os pais desfilavam no bloco do bairro, o Solidão do Cabuis. Quando criança, gostava de desenhar as fantasias que via pela televisão. Seu envolvimento com a Beija-Flor começou aos sete anos de idade, quando desfilou pela primeira vez na ala infantil da escola. Na época, a Beija-Flor conquistava seus primeiros títulos, deixando a cidade de Nilópolis mais conhecida. Da ala infantil, Fran Sérgio passou para a ala da comunidade até virar destaque de carro alegórico. Em 1993, enquanto iniciava a faculdade de arquitetura, foi indicado para desenhar os figurinos da Beija-Flor. Na época, foi chefiado pelo carnavalesco da escola, Milton Cunha. Para o ano de 1998, o diretor de carnaval da Beija-Flor, Laíla, decidiu montar uma Comissão de Carnaval da qual passou a integrar. No primeiro ano da comissão, a Beija-Flor foi campeã. Depois vieram mais sete títulos, o que levou Fran Sérgio ao ranking dos maiores vencedores do carnaval carioca.
Após vinte anos integrando a comissão da Beija-Flor, Fran Sérgio deixou a escola após o carnaval de 2017. O carnavalesco foi contratado pela Unidos de Vila Maria, de São Paulo, onde conquistou o nono lugar com um desfile sobre o México. Em 2019, Fran Sérgio acertou seu retorno à Águia de Ouro, onde teve uma rápida passagem em 2003 e retomou sua parceria com Laíla e integrando novamente uma Comissão de Carnaval, dessa vez na Unidos da Tijuca.
No ano seguinte, continua trabalhando na Comissão de Carnaval, mas dessa vez na União da Ilha. Em 2022 fez sua estreia nos desfiles da Intendente Magalhães, estando como carnavalesco da Unidos de Lucas.
Em 2024, faltando menos de um mês para o Carnaval, Fran Sérgio foi anunciado como carnavalesco da Caprichosos de Pilares, para dar continuidade ao projeto inicialmente desenvolvido por Raphael Torres e Alexandre Rangel.

## Carnavais
| Ano  | Escola de samba           | Colocação   | Divisão      | Enredo | Ref.                 |
| ---- | ------------------------- | ----------- | ------------ | --- | -------------------- |
| 1998 | Beija-Flor                | Campeã      | Especial RJ  | O Mundo Místico dos Caruanas nas Águas do Patu-Anu | [ 11 ]               |
| 1999 | Beija-Flor                | Vice-campeã | Especial RJ  | Araxá, Lugar Alto Onde Primeiro Se Avista o Sol | [ 12 ]               |
| 2000 | Beija-Flor                | Vice-campeã | Especial RJ  | Brasil, Um Coração que Pulsa Forte. Pátria de Todos ou Terra de Ninguém?                                                                                                 | [ 13 ]               |
| 2001 | Beija-Flor                | Vice-campeã | Especial RJ  | A Saga de Agotime, Maria Mineira Naê | [ 14 ]               |
| 2002 | Beija-Flor                | Vice-campeã | Especial RJ  | O Brasil Dá o Ar de Sua Graça. De Ícaro a Rubem Berta, o Ímpeto de Voar                                                                                                  | [ 15 ]               |
| 2003 | Beija-Flor                | Campeã      | Especial RJ  | O Povo Conta a Sua História: Saco Vazio Não Para em Pé. A Mão que Faz a Guerra Faz a Paz                                                                                 | [ 16 ]               |
| 2003 | Águia de Ouro             | 11.º lugar  | Especial RJ  | A Milenar Cultura de Um Povo. Quem Tem Olho Grande Já Entra na China | [ 5 ] [ 17 ]         |
| 2004 | Beija-Flor                | Campeã      | Especial RJ  | Manôa, Manaus, Amazônia, Terra Santa: Alimenta o Corpo, Equilibra a Alma e Transmite a Paz                                                                               | [ 18 ]               |
| 2005 | Beija-Flor                | Campeã      | Especial RJ  | O Vento Corta as Terras dos Pampas. Em Nome do Pai, do Filho e do Espírito Guarani. Sete Povos na Fé e na Dor... Sete Missões de Amor                                    | [ 19 ]               |
| 2006 | Beija-Flor                | 5.º lugar   | Especial RJ  | Poços de Caldas Derrama Sobre a Terra Suas Águas Milagrosas. Do Caos Inicial à Explosão da Vida... Água - A Nave-mãe da Existência                                       | [ 20 ]               |
| 2006 | Santa Cruz                | 6.º lugar   | Grupo A      | Liberdade, Igualdade e Fraternidade: Um Sonho Chamado França | [ 21 ]               |
| 2007 | Beija-Flor                | Campeã      | Especial RJ  | Áfricas - Do Berço Real à Corte Brasiliana | [ 22 ]               |
| 2007 | Santa Cruz                | 3.º lugar   | Grupo A      | O Tempo que o Tempo Tem | [ 21 ]               |
| 2008 | Beija-Flor                | Campeã      | Especial RJ  | Macapaba: Equinócio Solar. Viagens Fantásticas ao Meio do Mundo | [ 23 ]               |
| 2008 | Santa Cruz                | 3.º lugar   | Grupo A      | Da Abertura dos Portos à Cidade do Porto, Itaguaí - Uma História Real | [ 21 ]               |
| 2009 | Beija-Flor                | Vice-campeã | Especial RJ  | No Chuveiro da Alegria, quem Banha o Corpo Lava a Alma na Folia | [ 24 ] [ 25 ] [ 26 ] |
| 2009 | Inocentes                 | 9.º lugar   | Grupo A      | Do Rio Grande do Sul ao Rio de Janeiro a Inocentes Canta: Brizola, a Voz do Povo Brasileiro                                                                              | [ 24 ] [ 25 ] [ 26 ] |
| 2010 | Beija-Flor                | 3.º lugar   | Especial RJ  | Brilhante ao Sol do Novo Mundo, Brasília: Do Sonho à Realidade, a Capital da Esperança                                                                                   | [ 27 ]               |
| 2011 | Beija-Flor                | Campeã      | Especial RJ  | A Simplicidade de Um Rei | [ 28 ]               |
| 2012 | Beija-Flor                | 4.º lugar   | Especial RJ  | São Luís - O Poema Encantado do Maranhão | [ 29 ]               |
| 2013 | Beija-Flor                | Vice-campeã | Especial RJ  | Amigo Fiel - Do Cavalo do Amanhecer ao Manga-larga marchador | [ 30 ]               |
| 2014 | Beija-Flor                | 7.º lugar   | Especial RJ  | O Astro Iluminado da Comunicação Brasileira | [ 31 ]               |
| 2015 | Beija-Flor                | Campeã      | Especial RJ  | Um Griô Conta a História: Um Olhar Sobre a África e o Despontar da Guiné Equatorial. Caminhemos Sobre a Trilha de Nossa Felicidade                                       | [ 32 ]               |
| 2016 | Beija-Flor                | 5.º lugar   | Especial RJ  | Mineirinho Genial! Nova Lima - Cidade Natal. Marquês de Sapucaí - O Poeta Imortal!                                                                                       | [ 33 ]               |
| 2017 | Beija-Flor                | 6.º lugar   | Especial RJ  | A Virgem dos Lábios de Mel - Iracema | [ 34 ]               |
| 2018 | Vila Maria                | 9.º lugar   | Especial SP  | Aproveitam-se de Minha Nobreza, Você Não Soube, Não Te Contaram? Suspeitei desde o Principio! Não Contavam com Minha Astúcia! Arriba Bolaños, Arriba Vila, Arriba México | [ 35 ]               |
| 2019 | Unidos da Tijuca          | 7.º lugar   | Especial RJ  | Cada Macaco no Seu Galho. Ó, Meu Pai, Me Dê o Pão que Eu Não Morro de Fome!                                                                                              | [ 36 ]               |
| 2019 | Águia de Ouro             | 6.º lugar   | Especial SP  | Brasil, Eu Quero Falar de Você! Que País É Esse! | [ 37 ]               |
| 2022 | Unidos de Lucas           | 4º lugar    | LIVRES       | Festejando, eu mando a tristeza embora. A Unidos de Lucas é só alegria                                                                                                   | [ 9 ]                |
| 2024 | Caprichosos de Pilares    | 14º lugar   | Série Prata  | A cobra vai fumar! | [ 38 ]               |
| 2025 | Boi da Ilha do Governador | 10º lugar   | Série Prata  | Arrepia Boi da Ilha | [ 39 ]               |
| 2025 | Imperadores Rubro-Negros  | 5º lugar    | Série Bronze | Mãe Edelzuita, a Guardiã da Fé - O Início, Meio e Continuidade |                      |

## Títulos e estatísticas
Fran Sérgio é um dos maiores vencedores do carnaval do Rio de Janeiro, com oito conquistas na primeira divisão.
| Divisão        | Campeonato | Ano                                             | Vice | Ano                                 | Terceiro lugar | Ano  |
| -------------- | ---------- | ----------------------------------------------- | ---- | ----------------------------------- | -------------- | ---- |
| Grupo Especial | 8          | 1998, 2003, 2004, 2005, 2007, 2008, 2011 e 2015 | 6    | 1999, 2000, 2001, 2002, 2009 e 2013 | 1              | 2010 |

## Premiações
- Estandarte de Ouro

1. 2001 - Melhor enredo (Beija-Flor - "A Saga de Agotime, Maria Mineira Naê") [40]

- Estrela do Carnaval

1. 2013 - Melhor conjunto de alegorias (Beija-Flor) [41]

- Plumas & Paetês Cultural

1. 2013 - Melhor carnavalesco (Beija-Flor) [42]
2. 2013 - Melhor desenhista (Beija-Flor) [42]

- Tamborim de Ouro

1. 2002 - Beleza de Mensagem (Enredo da Beija-Flor - "O Brasil dá o ar de sua graça de Ícaro a Rubem Berta - O ímpeto de voar") [43]